# Северный полюс-36
Северный полюс-36 (СП-36) — российская научная дрейфующая станция. Открыта 7 сентября 2008 года.
Цель работы станции — улучшить качество прогнозов погоды и изучить глобальные процессы изменения климата. Также производились работы по мониторингу окружающей среды, исследованиям в области метеорологии, океанологии, механики льда и аэрологии.
Начальник станции — Юрий Катраев. Экспедиция состоит из 18-и полярников. Станция СП-36 располагается на льдине размерами приблизительно 6 км². Первоначально станция находилась в так называемой «Котловине подводников» между островом Врангеля и Северным полюсом (82°13′ с. ш. 174°20′ в. д.), куда её доставило судно «Академик Фёдоров»..

## Личный состав станции
1. Катраев Ю. И. — начальник станции,
2. Чурун В. Н. — заместитель начальника по науке,
3. Лугинин А. В. — ведущий инженер-метеоролог,
4. Бобков И. А. — инженер-метеоролог,
5. Овчинников С. А. — начальник аэрологического отряда,
6. Громов Ю. В. — ведущий инженер-аэролог,
7. Ипатов А. Ю. — начальник отряда,
8. Кузьмин С. Б. — ведущий инженер-океанолог,
9. Петровский Т. В. — ведущий инженер-ледоисследователь,
10. Панов Л. В. — ведущий инженер-ледоисследователь,
11. Кузнецов Н. М. — инженер-ледоисследователь,
12. Корнилов А. А. — начальник радиоцентра,
13. Медведкин Е. В. — ведущий инженер-гидрограф,
14. Климов А. В. — начальник ДЭС,
15. Быков А. А. — инженер-механик
16. Кумышев Г. М. — инженер-механик транспортной техники,
17. Семенов В. М. — техник-технолог,
18. Чубаков В. П. — врач[4].

## Галерея

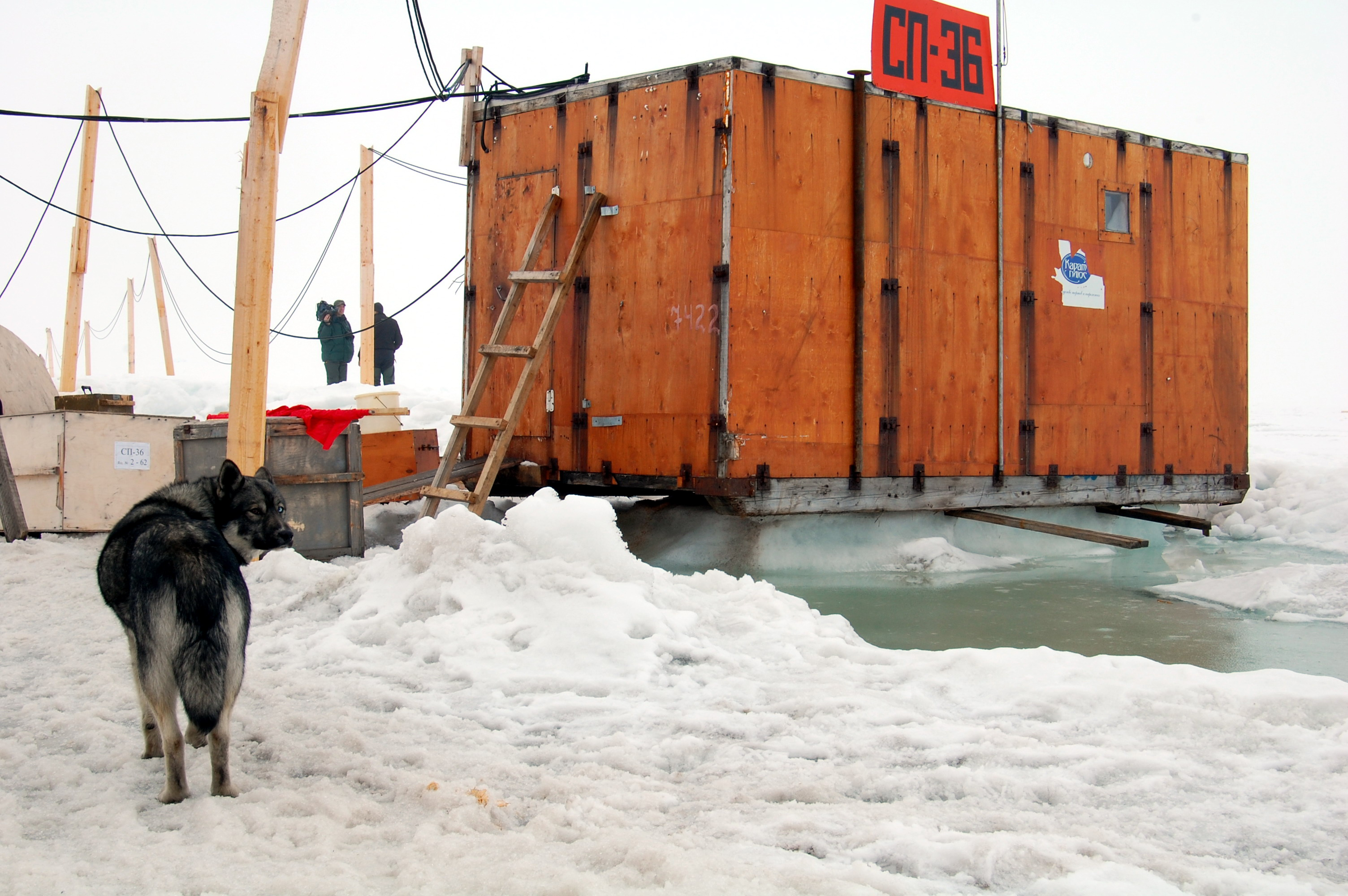
Станция СП-36
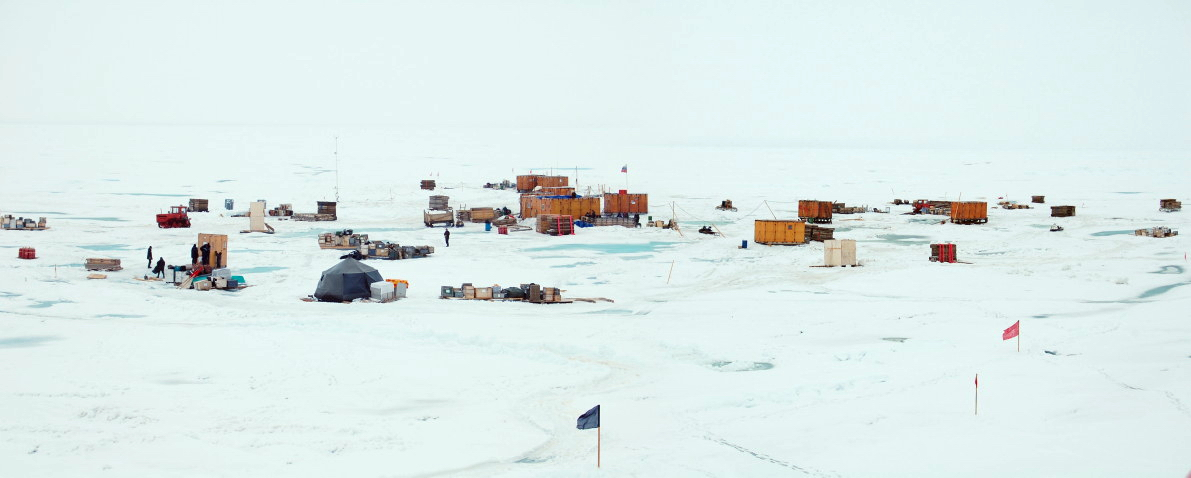
Панорама станции с борта ледокола
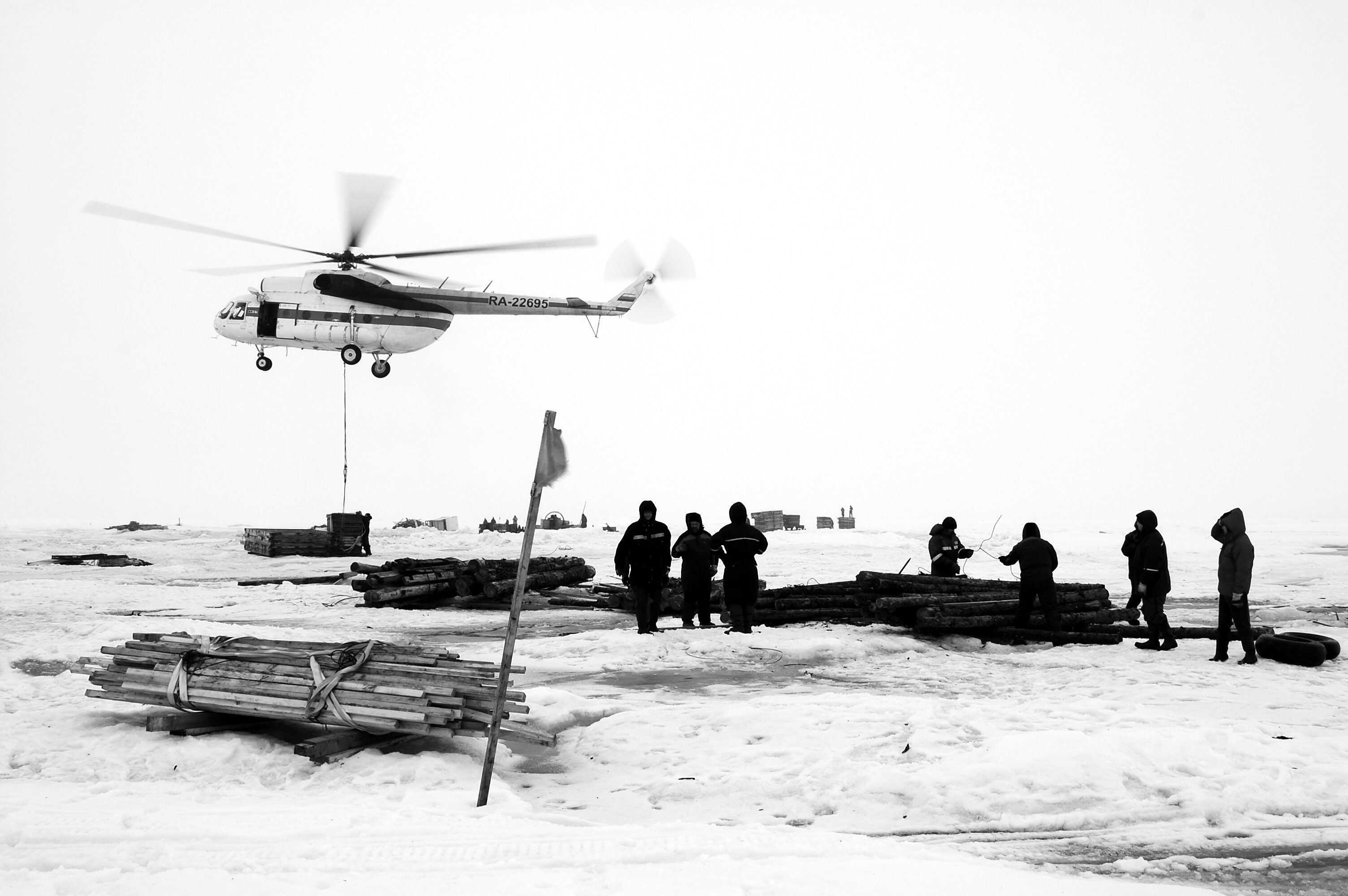
Работа с вертолётом МИ-8
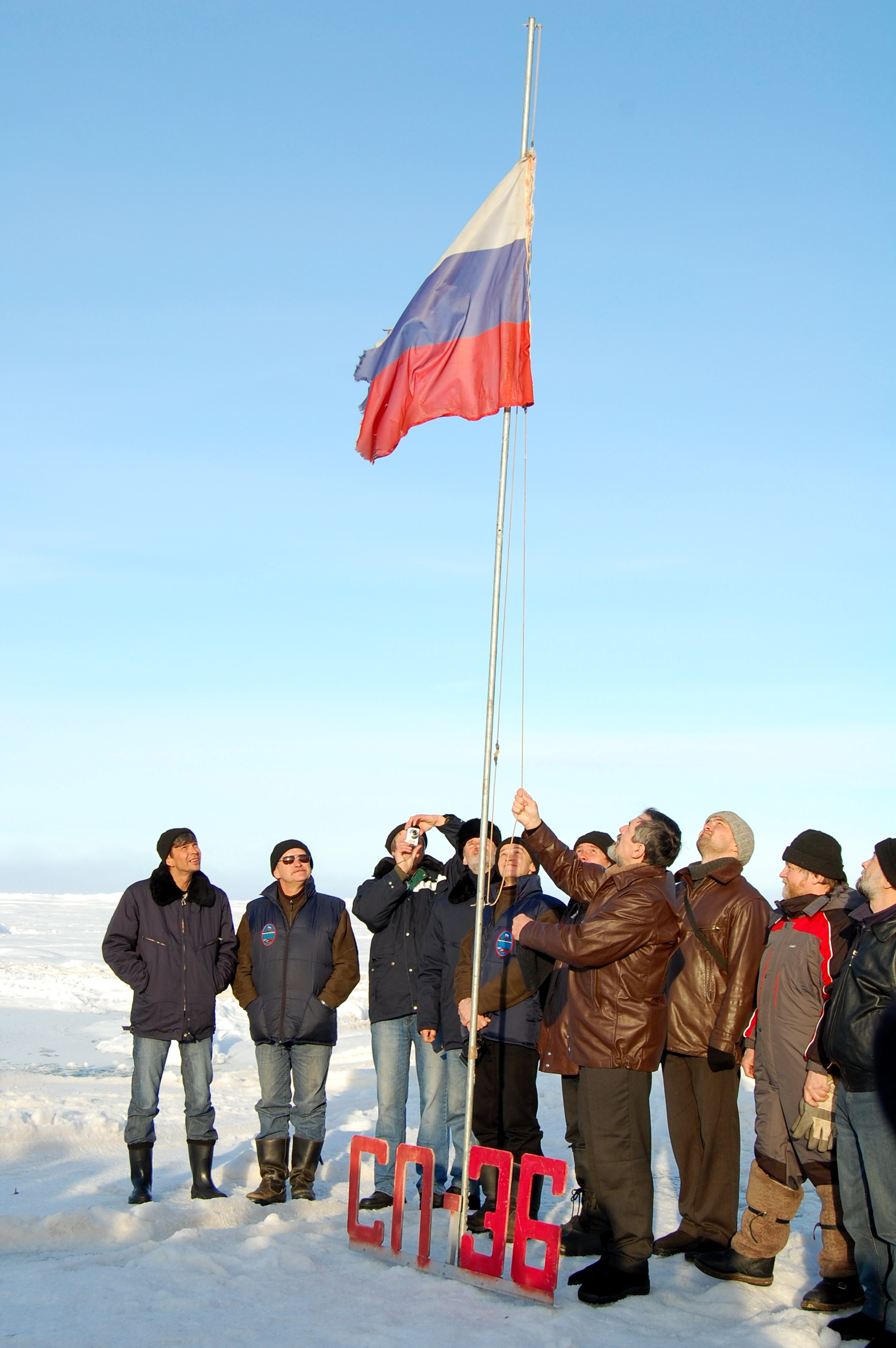
Закрытие станции СП-36
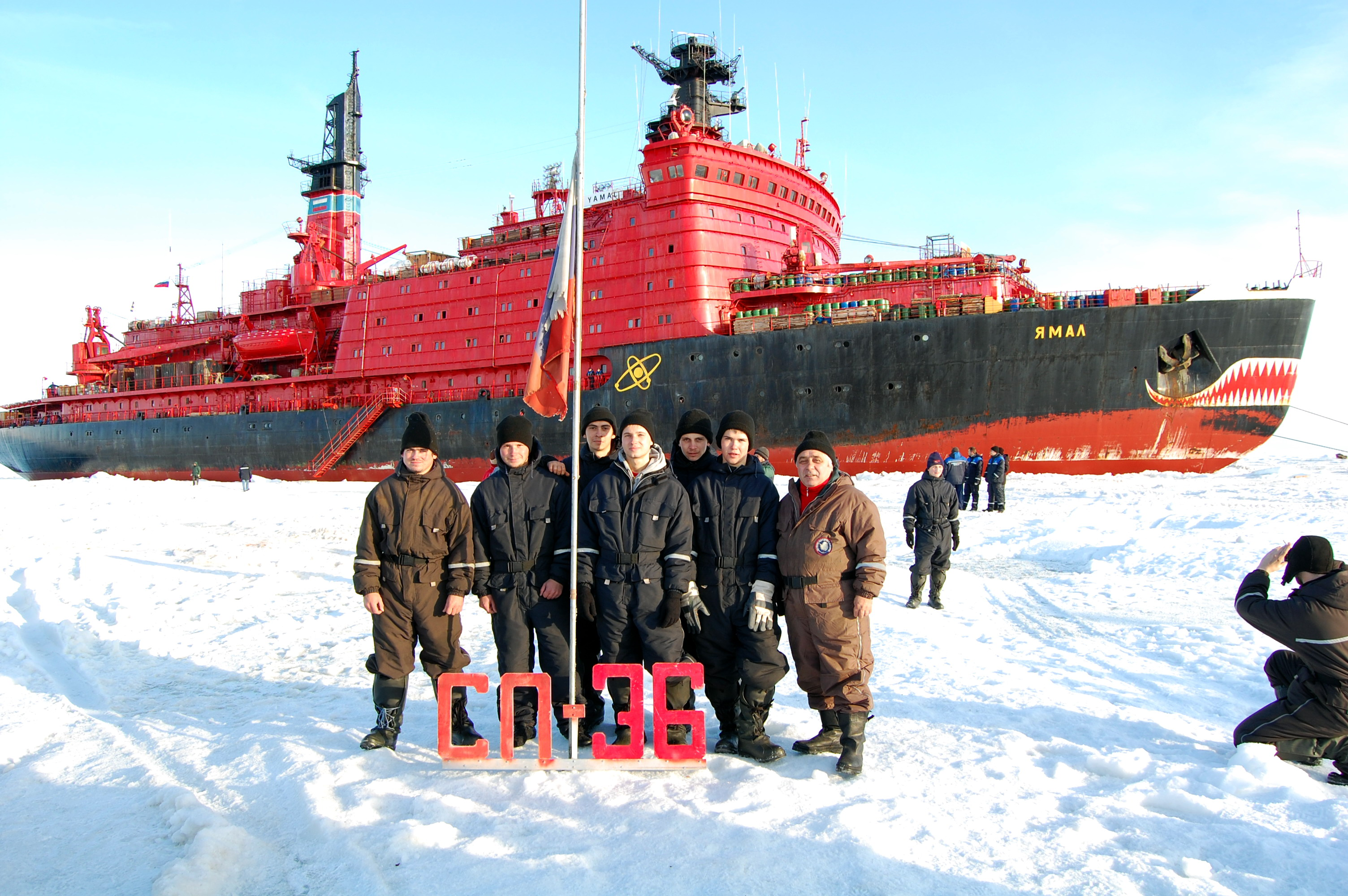
На закрытии станции